# Christopher Eccleston
Christopher Eccleston (Salford, 16 februari 1964) is een Britse film-, televisie- en toneelacteur. Hij is onder meer bekend van zijn rol als de negende incarnatie van The Doctor in de Britse sciencefictionserie Doctor Who, als Major Henry West in 28 Days Later en als DCI David Bilborough in Cracker.

## Filmografie (selectie)
- 1994 - Shallow Grave (Danny Boyle)
- 1996 - Jude (Michael Winterbottom)
- 1998 - Elizabeth (Shekhar Kapur)
- 1999 - eXistenZ (David Cronenberg)
- 1999 - With or Without You (Michael Winterbottom)
- 2000 - Gone in 60 Seconds (Dominic Sena)
- 2001 - The Others (Alejandro Amenábar)
- 2002 - Twenty Four Hour Party People (Michael Winterbottom)
- 2002 - 28 Days Later (Danny Boyle)
- 2009 - G.I. Joe: The Rise of Cobra (Stephen Sommers)
- 2009 - Amelia (Mira Nair)
- 2013 - Thor: The Dark World (Alan Taylor)
- 2015 - Legend (Brian Helgeland)

- Biblioteca Nacional de España: XX1107736
- Bibliothèque nationale de France: cb14030929j (data)
- Gemeinsame Normdatei: 132162113
- International Standard Name Identifier: 0000 0001 1444 4444
- Library of Congress Control Number: nr98001458
- MusicBrainz: 8c59d59d-6aa8-4829-82ef-e35599afec90
- Nationale Bibliotheek van Tsjechië: xx0062884
- Nationale Bibliotheek van Israël: 987007322649605171
- Nationale Bibliotheek van Polen: a0000001749363
- Nederlandse Thesaurus van Auteursnamen: 172241480
- Système universitaire de documentation: 068712545
- Virtual International Authority File: 54383326
- WorldCat: E39PBJw4Gbhkd4xXqX4mgPcVmd